# デッドマン・ウォーキング
『デッドマン・ウォーキング』（Dead Man Walking）は、1995年に制作されたアメリカ映画。
死刑廃止論者である修道女ヘレン・プレジャンのノン・フィクション作品（『デッドマン・ウォーキング』徳間文庫）の映画化。
俳優のティム・ロビンスが監督・脚本を務めた作品で、主演は彼のパートナーのスーザン・サランドン。サランドンはこの作品で第68回アカデミー賞主演女優賞を受賞した。また、ショーン・ペンはベルリン国際映画祭で男優賞を受賞した。
「デッドマン・ウォーキング」とは死刑囚が死刑台に向かう際、看守が呼ぶ言葉である。

## ストーリー
貧困地区でアフリカ系アメリカ人のために働く尼僧（映画字幕ではnun、いわゆる修道女）のヘレン（スーザン・サランドン）は、あるきっかけで死刑囚のマシュー・ポンスレット（ショーン・ペン）と知りあう。彼の罪状は、2人のティーンエイジカップルの殺人及び強姦。彼は無罪を主張するが認められず、死刑が執行されることになる。ヘレンは彼のスピリチュアルカウンセラーとなり、その死を見届けることになるが、最後まで死刑執行を回避しようと手をうつ。
死刑当日。刑の執行の午前0時まで、知事への嘆願の返事を待ち続ける2人。結局、上訴審は却下。死が決まったマシューに勇気を与えられんことを、と、ヘレンは神に1人祈る。最後の面会でマシューはヘレンからあずかった聖書に名前と日付を入れて渡し、犯行の事実を告白した。「ウォルターを撃って殺したのは自分だ。レイプは自分もしたが、ホープを刺したのは相棒だ。今は2人の死に責任を感じる。昨夜は2人のために祈った」。午前0時数分前。迫りくる死の恐怖のためか、すすり泣く。ヘレンは護送されるマシューの肩に手をかけて寄り添う。マシューの最後の言葉は、処刑に立ちあった被害者の遺族への謝罪だった。
マシューの葬儀。彼はヘレンらの教会の墓地に葬られる。
基本的に死刑廃止論の立場で描かれているが、本作には被害者の両親等死刑賛成派の意見も描かれている。過去の犯行シーンと現在の死刑囚のシーンが時々いりまじる。本編を通して描かれるのは、「赦し」とも重なる「愛」と「死刑制度の是非」である。

## キャスト
| 役名                             | 俳優                     | 日本語吹き替え | 日本語吹き替え |
| 役名                             | 俳優                     | ソフト版 | テレビ東京版 |
| -------------------------------- | ------------------------ | --- | --- |
| シスター・ヘレン・プレイジェーン | スーザン・サランドン     | 寺田路恵 | 藤田淑子 |
| マシュー・ポンスレット           | ショーン・ペン           | 大塚芳忠 | 家中宏 |
| ヒルトン・バーバー               | ロバート・プロスキー     | 富田耕生 | 辻村真人 |
| アール・デラクロア               | レイモンド・J・バリー    | 糸博 | 水野龍司 |
| クライド・パーシー               | R・リー・アーメイ        | 益富信孝 | 糸博 |
| ファーリー牧師                   | スコット・ウィルソン     | 岩田安生 | |
| メアリー・ベス・パーシー         | セリア・ウェストン       | | 野沢由香里 |
| ヘレンの母親                     | ロイス・スミス           | | 磯辺万沙子 |
| リシル・ポンスレット             | ロベルタ・マクスウェル   | | 定岡小百合 |
| シスター・コリーン               | マーゴ・マーティンデイル | | 速見圭 |
| クレイグ                         | ジャック・ブラック       | | |
| その他                           | N/A                      | 達依久子 麻見順子 磯辺万沙子 水原リン 島香裕 立木文彦 沢木郁也 武政弘子 堀之紀 沢海陽子 有本欽隆 叶木翔子 藤本譲 福田信昭 竹口安芸子 鳥海勝美 | 石波義人 小島敏彦 辻親八 乃村健次 仲野裕 塚田正昭 星野充昭 大橋世津 永迫舞 高瀬右光 浜田賢二 出口佳代 幸田夏穂 小野美幸 柳知樹 園田恵子 |
|                                  |                          | | |
| 演出                             |                          | 岡本知 | 佐藤敏夫 |
| 翻訳                             |                          | 鈴木導 | 日笠千晶 |
| 調整                             |                          | 高橋久義 | 栗林秀年 |
| 制作                             |                          | グロービジョン | テレビ東京 ザック・プロモーション |

- ソフト版：VHS・DVDに収録されたもの。後に発売されたBlu-rayには収録されていない。
- テレビ東京版：初回放送1999年3月28日『サンデーロードショー』[3]

## 評価
レビュー・アグリゲーターのRotten Tomatoesでは61件のレビューで支持率は95%、平均点は8.20/10となった。Metacriticでは26件のレビューを基に加重平均値が80/100となった。